# Vlaamse volksdans
Vlaamse volksdansen zijn volksdansen met een Vlaamse achtergrond. Vlaamse volksdansen zoals die nu gedanst worden hebben een betrekkelijk recente geschiedenis die teruggaat tot het begin van de vorige eeuw. In socialistische kringen zoals de arbeidersjeugd maar ook de Landsbond Rooms Katholieke Meisjes en Vrouwen werd het volksdansen populair. Het vendelzwaaien maakte regelmatig deel uit van de activiteiten van de Vlaamse volksdansbeweging.
Volksdans was een essentieel aspect van de trekkersbeweging, die in de jaren 1930 grote opgang maakte in Vlaanderen. De algemene maatschappelijke polarisatie volgend, viel deze ruime beweging uiteen in enerzijds de Volksdanscentrale voor Vlaanderen (VDCV), die vooral pedagogisch en vormend actief was, en anderzijds het Vlaams Instituut voor Volksdans en Volksmuziek.
Het Vlaams Instituut voor Volksdans en Volksmuziek (VIVO), opgericht in 1935, stelde zich ten doel 'verloren' dansen te hervinden, in heel Vlaanderen dansgroepen op te richten, het opleiden van dansleiders en het geven van cursussen huismuziek en volksdans, in samenwerking met bestaande Vlaamse organisaties, zangfeesten, IJzerbedevaart, en een eigen tijdschrift 'De Speelman'. Uitingen van eigen Vlaamse volkskunst komen hierbij voorop te staan om het het eigen volkskarakter te stimuleren. Hoewel volksdans de hoofdactiviteit was, werd er ook aandacht besteed aan vendelzwaaien, poppentheater, huismuziek, en kunstambachten.
'Volksdans' was na de Tweede Wereldoorlog een tijdlang een ietwat besmette term ten gevolge van de nazipropaganda. Evenals in Nederland werden ook in Vlaanderen buitenlandse volksdansen (Engels, Iers en later ook van de Balkan) populair.
Toch zijn er in België nog heel wat volksdansgroepen. Zij tonen op verscheidene binnen- en buitenlandse festivals hun eigen cultuur en folklore door middel van dans, muziek, vendelen, typische klederdrachten, zang, etc. Hoewel de meeste groepen enkel typische volksdansen uitvoeren, zijn er ook enkele Vlaamse groepen die proberen het leven van vroeger uit te beelden met nieuwe creaties. Bekende Vlaamse volksdansgroepen zijn onder andere Reynout (Dendermonde) en Boerke Naas (Sint-Niklaas).
Danspunt is de Vlaamse landelijk erkende organisatie voor Amateurdans die ondersteuning geeft aan onder andere volksdansactiviteiten. Danspunt organiseert ook opleiding voor onder andere dansleiders in spe.